# Operación Triunfo 2005
Operación Triunfo 2005 fue la cuarta edición de Operación Triunfo, y fue la primera emitida en Telecinco por la productora Gestmusic. Hubo cambio de presentador y también de director en la academia. El programa obtuvo una audiencia media de 4 848 000 espectadores y 37,6 % de cuota de pantalla.
En el casting se presentaron cerca de 22 000 personas, de las cuales finalmente entraron 16 en la academia. El premio, para el ganador era grabar un disco. Al dejarse de emitir en TVE, ya no había el premio de representar a España en Eurovisión.

## El equipo

### Presentador[3]
En esta edición el presentador cambió, y Carlos Lozano pasó el testigo a Jesús Vázquez, que lo ha seguido presentando en las ediciones siguientes. Además, Pilar Rubio también se sumó al programa.

### Los profesores
- Kike Santander, director de la academia
- Ángel Llácer, profesor de interpretación y presentador de El Chat
- Edith Salazar, profesora de técnica vocal y canto
- Manu Guix, profesor de estilo vocal
- Miryam Benedited, responsable de las coreografías de las galas
- Laura Jordán, profesora de voz (fallecida)
- Jessica Expósito, monitora de Batuka
- Rafael Amargo, profesor de expresión corporal

### El jurado[5]
En esta edición el jurado volvió a tener un papel fundamental en las nominaciones de los concursantes. Lo formaban, entre ellos:
- Noemí Galera
- Inma Serrano
- Augusto Algueró (hijo)
- Javier Llano
- Toni Peret

## Concursantes
| N.º                                | Concursante      | Edad | Residente                  | Información    |
| 01                                 | Sergio Rivero    | 19   | Las Palmas de Gran Canaria | Ganador        |
| 02                                 | Soraya Arnelas   | 23   | Valencia de Alcántara      | Segunda        |
| 03                                 | Víctor Estévez   | 22   | Barcelona                  | Tercero        |
| 04                                 | Idaira Fernández | 20   | La Laguna                  | Cuarta         |
| 05                                 | Fran Dieli       | 24   | Granada                    | Quinto         |
| 06                                 | Edurne           | 19   | Collado Villalba           | Sexta          |
| 07                                 | Lidia Reyes      | 20   | Córdoba                    | 10.ª expulsada |
| 08                                 | Sandra Polop     | 17   | Valencia                   | 9.ª expulsada  |
| 09                                 | Guille Barea     | 26   | Cádiz                      | 8° expulsado   |
| 10                                 | Guillermo Martín | 24   | Valencia                   | 7° expulsado   |
| 11                                 | Mónica Gallardo  | 21   | Gijón                      | 6.ª expulsada  |
| 12                                 | Dani Sanz        | 28   | Sevilla                    | 5° expulsado   |
| 13                                 | Héctor Rojo      | 29   | Alicante                   | 4° expulsado   |
| 14                                 | Jesús de Manuel  | 24   | Puertollano                | 3.er expulsado |
| 15                                 | Trizia Alonso    | 22   | Sevilla                    | 2.ª expulsada  |
| 16                                 | Janina Foranda   | 20   | Las Palmas de Gran Canaria | 1.ª expulsada  |
| Aspirantes eliminados en la gala 0 |                  |      |                            |                |
| 17                                 | Migue Moreno     | 23   | Cuenca                     | Eliminado      |

## Estadísticas semanales
| Concursantes | Gala 0    | Gala 1   | Gala 2    | Gala 3    | Gala 4    | Gala 5    | Gala 6    | Gala 7    | Gala 8    | Gala 9    | Gala 10   | Gala 11   | Gala 12      | Gala 13      | Gala 14      | Gala Final    |  |
| ------------ | --------- | -------- | --------- | --------- | --------- | --------- | --------- | --------- | --------- | --------- | --------- | --------- | ------------ | ------------ | ------------ | ------------- |  |
| Sergio       | Entra     | Salvado  | Salvado   | Salvado   | Favorito  | Favorito  | Nominadoº | Favorito  | Favorito  | Favorito  | Nota: 9   | Finalista | Salvado      | Salvado      | Salvado      | Ganador       |  |
| Soraya       | Entra     | Salvada  | Salvada   | Nominada  | Salvada   | Salvada   | Salvada   | Salvada   | Salvada   | Salvada   | Nota: 9.3 | Finalista | Salvada      | Duelo        | Salvada      | 2.ªFinalista  |  |
| Víctor       | Entra     | Salvado  | Favorito  | Salvado   | Salvado   | Salvado   | Salvado   | Salvado   | Salvado   | Salvado   | Nota: 9.3 | Finalista | Salvado      | Salvado      | Duelo        | 3.erFinalista |  |
| Idaira       | Entra     | Salvada  | Nominada  | Salvada   | Nominadaº | Salvada   | Favorita  | Salvada   | Nominadaº | Nominada  | Nota: 6.2 | Finalista | Salvada      | Salvada      | 4.ªFinalista |               |  |
| Fran Dieli   | Entra     | Salvado  | Salvado   | Salvado   | Salvado   | Salvado   | Nominado  | Salvado   | Nominado  | Salvado   | Nota: 8.5 | Finalista | Duelo        | 5.ºFinalista |              |               |  |
| Edurne       | Entra     | Salvada  | Salvada   | Salvada   | Salvada   | Salvada   | Salvada   | Salvada   | Salvada   | Nominadaº | Nota: 8.9 | Finalista | 6.ªFinalista |              |              |               |  |
| Lidia        | Entra     | Salvada  | Salvada   | Salvada   | Salvada   | Nominada  | Nominada  | Nominada  | Salvada   | Nominada  | Nota: 7.2 | Expulsada |              |              |              |               |  |
| Sandra       | Entra     | Salvada  | Salvada   | Favorita  | Salvada   | Salvada   | Salvada   | Nominadaº | Nominada  | Nominada  | Expulsada |           |              |              |              |               |  |
| Guille. B.   | Entra     | Nominado | Salvado   | Nominado  | Nominado  | Salvado   | Salvado   | Nominado  | Nominado  | Expulsado |           |           |              |              |              |               |  |
| Guille. M.   | Entra     | Salvado  | Nominado  | Salvado   | Salvado   | Nominado  | Salvado   | Nominado  | Expulsado |           |           |           |              |              |              |               |  |
| Mónica       | Entra     | Salvada  | Salvada   | Salvada   | Salvada   | Nominada  | Nominada  | Expulsada |           |           |           |           |              |              |              |               |  |
| Dani Sanz    | Entra     | Nominado | Salvado   | Salvado   | Nominado  | Nominado  | Expulsado |           |           |           |           |           |              |              |              |               |  |
| Héctor       | Entra     | Nominado | Salvado   | Nominado  | Nominado  | Expulsado |           |           |           |           |           |           |              |              |              |               |  |
| Jesús        | Entra     | Favorito | Nominadoº | Nominadoº | Expulsado |           |           |           |           |           |           |           |              |              |              |               |  |
| Trizia       | Entra     | Salvada  | Nominada  | Expulsada |           |           |           |           |           |           |           |           |              |              |              |               |  |
| Janina       | Entra     | Nominada | Expulsada |           |           |           |           |           |           |           |           |           |              |              |              |               |  |
| Migue        | Eliminado |          |           |           |           |           |           |           |           |           |           |           |              |              |              |               |  |

     El concursante no estaba en la Academia
     El concursante entra en la Academia por decisión del jurado
     El concursante entra en la Academia vía televoto
     Aspirante eliminado de la Gala 0 vía televoto
     Entra como reserva
     Abandona
     Eliminado de la semana vía televoto
     Nominado de la semana
     Propuesto por el jurado para abandonar la academia pero salvado por los profesores
     Propuesto por el jurado para abandonar la academia pero salvado por los compañeros
     Favorito de la semana vía televoto
     Candidato a favorito de semana vía televoto
     Ganador el duelo
     Perdedor del duelo y eliminado
     3.ºFinalista
     2.ºFinalista
     Ganador
º Candidato/a a favorito y nominado en la misma semana.
| A la eliminación                          | Gala 0                 | Gala 1                    | Gala 2                        | Gala 3                     | Gala 4                    | Gala 5                      | Gala 6                   | Gala 7                        | Gala 8                    | Gala 9                     | Gala 10                  | Gala 11    | Gala 12     | Gala 13      | Gala 14       |               |            |
| A la eliminación                          | Janina Migue Trizia    | Dani Guille Héctor Janina | Guillermo Idaira Jesús Trizia | Guille Héctor Jesús Soraya | Dani Guille Héctor Idaira | Dani Guillermo Lidia Mónica | Fran Lidia Mónica Sergio | Guille Guillermo Lidia Sandra | Fran Guille Idaira Sandra | Edurne Idaira Lidia Sandra | Edurne Fran Idaira Lidia | Ninguno    | Edurne Fran | Fran Soraya  | Idaira Víctor | Ganador       | Sergio 53% |
| Salvado por los profesores de la Academia | Ninguno                | Guille                    | Guillermo                     | Soraya                     | Dani                      | Mónica                      | Sergio                   | Sandra                        | Fran                      | Lidia                      | Edurne                   | Ninguno    | Ninguno     | Ninguno      | Ninguno       | Ganador       | Sergio 53% |
| Salvado por los participantes             | Ninguno                | Héctor 7 de 13 votos      | Jesús 6* de 12 votos          | Guille 4* de 11 votos      | Idaira 4* de 10 votos     | Lidia 5 de 9 votos          | Fran 6 de 8 votos        | Lidia 3* de 7 votos           | Sandra 5 de 6 votos       | Edurne 4 de 5 votos        | Fran 4 de 4 votos        | Ninguno    | Ninguno     | Ninguno      | Ninguno       | Ganador       | Sergio 53% |
| Salvado/s por el voto del público         | Janina 29% para volver | Ninguno                   | Dani 74%                      | Idaira 84%                 | Héctor 60%                | Guille 70%                  | Guillermo 62%            | Lidia 59%                     | Guille 58%                | Idaira 59%                 | Idaira 59%               | Idaira 59% | Fran 59%    | Soraya 51,6% | Víctor 74%    | 2.ª Finalista | Soraya 47% |
| Salvado/s por el voto del público         | Trizia 44% para volver | Ninguno                   | Dani 74%                      | Idaira 84%                 | Héctor 60%                | Guille 70%                  | Guillermo 62%            | Lidia 59%                     | Guille 58%                | Idaira 59%                 | Idaira 59%               | Idaira 59% | Fran 59%    | Soraya 51,6% | Víctor 74%    | 2.ª Finalista | Soraya 47% |
| Eliminado                                 | Migue 27%              | Ninguno                   | Janina 26%                    | Trizia 16%                 | Jesús 40%                 | Héctor 30%                  | Dani 38%                 | Mónica 41%                    | Guillermo 42%             | Guille 41%                 | Sandra 41%               | Lidia 41%  | Edurne 41%  | Fran 48,4%   | Idaira 26%    | 3.º Finalista | Víctor NS  |

#### Votaciones de los compañeros
|           | Gala 1   | Gala 2    | Gala 3        | Gala 4    | Gala 5    | Gala 6    | Gala 7    | Gala 8    | Gala 9    | Gala 10   | Votos totales |
| --------- | -------- | --------- | ------------- | --------- | --------- | --------- | --------- | --------- | --------- | --------- | ------------- |
| Sergio    | Dani     | Trizia    | Jesús         | Idaira    | Lidia     | Fran      | Lidia     | Sandra    | Edurne    | Fran      | 0*            |
| Soraya    | Héctor   | Jesús     | Jesús         | Héctor    | Guillermo | Fran      | Guillermo | Sandra    | Edurne    | Fran      | 0*            |
| Víctor    | Janina   | Jesús     | Guille        | Idaira    | Lidia     | Fran      | Guille    | Guille    | Edurne    | Fran      | 0*            |
| Idaira    | Héctor   | Nominada  | Guille        | Nominada  | Guillermo | Fran      | Lidia     | Nominada  | Nominada  | Nominada  | 4             |
| Fran      | Dani     | Trizia    | Guille        | Idaira    | Lidia     | Nominado  | Guillermo | Sandra    | Edurne    | Nominado  | 10            |
| Edurne    | Dani     | Jesús     | Héctor        | Guille    | Guillermo | Fran      | Guillermo | Sandra    | Nominada  | Fran      | 4             |
| Lidia     | Janina   | Trizia    | Guille        | Guille    | Nominada  | Nominada  | Nominada  | Sandra    | Sandra    | Nominada  | 9             |
| Sandra    | Héctor   | Trizia    | Héctor/Guille | Héctor    | Lidia     | Fran      | Lidia     | Nominada  | Nominada  | Expulsada | 6             |
| Guille    | Héctor   | Trizia    | Nominado      | Nominado  | Guillermo | Lidia     | Nominado  | Nominado  | Expulsado |           | 8             |
| Guillermo | Héctor   | Jesús     | Jesús         | Héctor    | Nominado  | Mónica    | Nominado  | Expulsado |           |           | 1             |
| Mónica    | Dani     | Trizia    | Jesús         | Héctor    | Lidia     | Nominada  | Expulsada |           |           |           | 4             |
| Dani      | Nominado | Jesús     | Héctor        | Idaira    | Nominado  | Expulsado |           |           |           |           | 10            |
| Héctor    | Nominado | Jesús     | Nominado      | Nominado  | Expulsado |           |           |           |           |           | 14            |
| Jesús     | Héctor   | Nominado  | Nominado      | Expulsado |           |           |           |           |           |           | 10            |
| Trizia    | Héctor   | Nominada  | Expulsada     |           |           |           |           |           |           |           | 6             |
| Janina    | Nominada | Expulsada |               |           |           |           |           |           |           |           | 2             |

* El concursante tiene 0 votos porque nunca estuvo expuesto a la votación de los compañeros.
     Concursante favorito y que, en caso de empate, su voto desempata.
     Concursante nominado y salvado por los profesores.
     Concursante nominado y salvado por los votos de los compañeros.
     Concursante nominado
     Concursante expulsado.

#### Puntuaciones del jurado (Gala 10)
| Concursantes (por orden alfabético) | Jurado        | Jurado       | Jurado       | Jurado          | Jurado       | Jurado     |
| Concursantes (por orden alfabético) | Quique Tejada | Javier Llano | Inma Serrano | Augusto Algueró | Noemí Galera | Media      |
| ----------------------------------- | ------------- | ------------ | ------------ | --------------- | ------------ | ---------- |
| Edurne                              | 9,5           | 7,5          | 9            | 8,5             | 9            | 8,7 (43,5) |
| Fran                                | 7,5           | 8            | 9,5          | 8,5             | 9            | 8,5 (42,5) |
| Idaira                              | 6             | 5,5          | 6            | 6               | 7,5          | 6,2 (31)   |
| Lidia                               | 7             | 6            | 7            | 7,5             | 8,5          | 7,2 (36)   |
| Sergio                              | 8,5           | 8,5          | 9            | 9,5             | 9,5          | 9 (45)     |
| Soraya                              | 9,5           | 9            | 9,5          | 9               | 9,5          | 9,3 (46,5) |
| Víctor                              | 9,5           | 8,5          | 9,5          | 9,5             | 9,5          | 9,3 (46,5) |

## Galas

### Canciones cantadas
Las canciones cantadas en el concurso son versiones de los participantes de canciones originales de otros artistas.
| Español   | 79 |
| Inglés    | 55 |
| Francés   | 1  |
| Portugués | 1  |

(*) No se toman en cuenta canciones cantadas dos veces. Si la canción original es en inglés, pero se cantó una versión en español, se toma como canción en español. En el caso de ser una canción en dos o más idiomas, se cuentan los dos o más idiomas.
| Artista/película/musical original | N.º de canciones cantadas* |
| --------------------------------- | -------------------------- |
| Robbie Williams                   | 1                          |
| Guaraná                           | 1                          |
| Christina Aguilera                | 2                          |
| Andy y Lucas                      | 1                          |
| Merche                            | 1                          |
| Luis Miguel                       | 2                          |
| Janet Jackson                     | 1                          |
| Frank Sinatra                     | 3                          |
| Stevie Wonder                     | 3                          |
| Shakira                           | 2                          |
| Bolero (sin autor reconocido)     | 2                          |
| Richard Marx                      | 1                          |
| Whitney Houston                   | 1                          |
| Armando Manzanero                 | 1                          |
| Mónica Naranjo                    | 1                          |
| Ricky Martin                      | 1                          |
| Alba Molina                       | 1                          |
| Radio Futura                      | 1                          |
| Aleks Syntek                      | 1                          |
| Natalia Oreiro                    | 1                          |
| Amaral                            | 2                          |
| Juanes                            | 2                          |
| Ana Torroja                       | 1                          |
| Nat King Cole                     | 1                          |
| Olga Tañón                        | 1                          |
| Mr. Mister                        | 1                          |
| Pink                              | 1                          |
| Danza Invisible                   | 1                          |
| Kool and the gang                 | 1                          |
| Peabo Bryson                      | 1                          |
| Marc Anthony                      | 4                          |
| Los Brincos)                      | 1                          |
| Olivia Newton-John                | 1                          |
| Roberta Flack                     | 1                          |
| Maroon 5                          | 1                          |
| Malú                              | 1                          |
| El sueño de Morfeo                | 1                          |
| José el Francés                   | 2                          |
| Paul McCartney                    | 1                          |
| Michael Jackson                   | 2                          |
| Gloria Estefan                    | 2                          |
| Los Caños                         | 1                          |
| Leo Sayer                         | 1                          |
| Coti                              | 1                          |
| Paulina Rubio                     | 2                          |
| Julieta Venegas                   | 2                          |
| Bebe                              | 1                          |
| Alejandro Sanz                    | 1                          |
| Louis Prima                       | 1                          |
| Dan Hartman                       | 1                          |
| Alejandro Fernández               | 1                          |
| Celia Cruz                        | 1                          |
| Mouth & McNeal                    | 1                          |
| Toni Braxton                      | 2                          |
| Phil Collins                      | 1                          |
| Tina Turner                       | 1                          |
| Seal                              | 1                          |
| El canto del loco                 | 1                          |
| Hair                              | 1                          |
| Niña Pastori                      | 1                          |
| Camilo Sesto                      | 1                          |
| Keane                             | 1                          |
| Laura Pausini                     | 1                          |
| Queen                             | 1                          |
| Abigaíl                           | 1                          |
| Mariah Carey                      | 1                          |
| Elton John                        | 2                          |
| Kiki Dee                          | 1                          |
| Vicentico                         | 1                          |
| Jimmy Fontana                     | 1                          |
| Prince                            | 1                          |
| La Quinta Estación                | 2                          |
| Seguridad Social                  | 1                          |
| Miguel Ríos                       | 1                          |
| Mecano                            | 1                          |
| Michael Bublé                     | 1                          |
| Nelly Furtado                     | 1                          |
| Bebo Valdés                       | 1                          |
| Joan Manuel Serrat                | 1                          |
| Katrina & The Waves               | 1                          |
| David DeMaría)                    | 1                          |
| Fugees                            | 1                          |
| Aerosmith                         | 2                          |
| Rosana                            | 1                          |
| Maná                              | 2                          |
| Earth, wind & fire                | 1                          |
| Thalía                            | 1                          |
| Aretha Franklin                   | 1                          |
| Madonna                           | 1                          |
| Europe                            | 1                          |
| Los Rodríguez                     | 1                          |
| Jon Secada                        | 1                          |
| Gloria Gaynor                     | 1                          |
| Nancy Sinatra                     | 2                          |
| Chambao                           | 1                          |
| La Oreja de Van Gogh              | 1                          |
| Luz Casal                         | 2                          |
| M-Clan                            | 1                          |
| Kylie Minogue                     | 1                          |
| Grease                            | 1                          |
| Abba                              | 1                          |
| Cabaret                           | 1                          |
| Evita                             | 1                          |
| Cats                              | 1                          |
| My Fair Lady                      | 1                          |
| Grace Jones                       | 1                          |
| Tam Tam Go                        | 1                          |
| Bobby Hebb                        | 1                          |
| Nek                               | 1                          |
| Diego el cigala                   | 1                          |
| Marta Sánchez                     | 1                          |
| Jerry Lee Lewis                   | 1                          |
| Rick Astley                       | 1                          |
| Antonio Flores                    | 1                          |
| Vonda Shepard                     | 1                          |
| Chayanne                          | 1                          |
| Dulce Pontes                      | 1                          |
| The Beatles                       | 1                          |
| Tom Jobim                         | 1                          |

(*) No se toman en cuenta canciones cantadas dos veces. Si la canción original es en inglés, pero se cantó una versión en español u otra versión, se toma como propia del cantante original. En caso de ser colaboraciones entre dos o más artistas, se le cuenta a cada artista una canción.

## Audiencias
| Fecha                    | Día    | Gala    | Expulsión                                                     | Espectadores | Cuota |
| ------------------------ | ------ | ------- | ------------------------------------------------------------- | ------------ | ----- |
| 30 de junio de 2005      | Jueves | Gala 0  | Entrada concursantes                                          | 4.841.000    | 36.1% |
| 7 de julio de 2005       | Jueves | Gala 1  | Primeras Nominaciones                                         | 4.116.000    | 32.4% |
| 14 de julio de 2005      | Jueves | Gala 2  | Expulsión Janina                                              | 4.321.000    | 36.2% |
| 21 de julio de 2005      | Jueves | Gala 3  | Expulsión Trizia                                              | 4.443.000    | 37.2% |
| 28 de julio de 2005      | Jueves | Gala 4  | Expulsión Jesús de Manuél                                     | 4.543.000    | 37.8% |
| 4 de agosto de 2005      | Jueves | Gala 5  | Expulsión Héctor                                              | 4.423.000    | 39.5% |
| 11 de agosto de 2005     | Jueves | Gala 6  | Expulsión Dani                                                | 4.334.000    | 39.9% |
| 18 de agosto de 2005     | Jueves | Gala 7  | Expulsión Mónica                                              | 4.036.000    | 36.3% |
| 25 de agosto de 2005     | Jueves | Gala 8  | Expulsión Guillermo Martín                                    | 4.400.000    | 38.6% |
| 1 de septiembre de 2005  | Jueves | Gala 9  | Expulsión Guille Barea                                        | 5.089.000    | 39.9% |
| 8 de septiembre de 2005  | Jueves | Gala 10 | Expulsión Sandra                                              | 5.573.000    | 42.9% |
| 15 de septiembre de 2005 | Jueves | Gala 11 | Expulsión Lidia Reyes                                         | 5.086.000    | 37.2% |
| 22 de septiembre de 2005 | Jueves | Gala 12 | 6.ª Finalista: Edurne                                         | 4.572.000    | 30.2% |
| 29 de septiembre de 2005 | Jueves | Gala 13 | 5.º Finalista: Fran Dieli                                     | 5.609.000    | 37.7% |
| 6 de octubre de 2005     | Jueves | Gala 14 | 4.ª Finalista: Idaira                                         | 5.424.000    | 36.8% |
| 13 de octubre de 2005    | Jueves | Gala 15 | 3.º Finalista: Víctor/ 2.ª Finalista: Soraya/ Ganador: Sergio | 6.745.000    | 41.6% |

## Artistas invitados
- Gala 0: Shakira
- Gala 1: Luis Fonsi y Juanes
- Gala 2: David Bustamante
- Gala 3: Craig David y David Bisbal
- Gala 4: Carlos Baute
- Gala 5: Pasión Vega
- Gala 6: Daniela Mercury y Nek
- Gala 7: Andy y Lucas
- Gala 8: Malú
- Gala 9: Black Eyed Peas y Olga Tañón
- Gala 10: Lucie Silvas
- Gala 13: Nina
- Gala 14: Ricky Martin y Jamie Cullum
- Gala 15: Eros Ramazzotti y Thalía

## Carreras discográficas
Aparte del ganador, varios concursantes han llegado a grabar disco hasta el momento:
- Edurne: 7 discos[6]
- Soraya Arnelas: 7 discos[7]
- Sergio Rivero: 2 discos
- Víctor Estévez: 2 discos
- Idaira: 1 disco, 1 EP (digital), y 5 sencillos
- Fran Dieli: 1 disco (digital)
- Sandra Polop: 1 EP (digital) como 'El Secreto de Álex', 1 EP como Sandra Polop y un maxi-single (digital)
- D'Sanz (Dani Sanz): 1 disco
- Jesús de Manuel: 1 disco y 2 sencillos (One Piece Opening 1 & Opening 3)
- Guille Barea: 2 discos
- Héctor Rojo: 1 disco
- Guillermo Martín: 1 disco (digital)
- Mónica: 2 discos (digital)
- Lidia Reyes: 1 sencillo (digital)